# Taylor Glockner

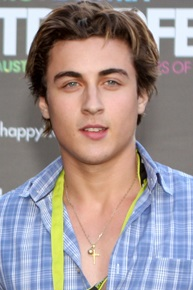
Taylor Glockner beim Tropfest 2012

Taylor Glockner (* 30. Juli 1991 in Brisbane, Queensland) ist ein australischer Schauspieler.

## Leben und Karriere
Taylor Glockner wurde in Brisbane, Queensland geboren. Er besuchte die Anglican Church Grammar School und anschließend ging er auf die Queensland University of Technology. Dort besuchte er zunächst ein BWL-Kurs, entschied sich dann jedoch Schauspiel zu studieren. Er schloss sein Studium 2011 ab. Er lebt in Melbourne und Brisbane.
Zwei Wochen nach seinem Abschluss an der Schauspielschule wurde Glockner für die Rolle des Boges in der TV-Miniserie Conspiracy 365 gecastet, die auf Gabrielle Lords Roman basierte. Er war zunächst für die Hauptrolle des Cal Ormond vorgesehen, verlor die Rolle jedoch an Harrison Gilbertson. Allerdings beeindruckt Glockner die Casting-Agenten und sie gaben ihm die Rolle des Boges. Die Miniserie lief 2012 auf FMC. Sein Schauspieldebüt gab er jedoch bereits 2010 in der Fernsehserie The Verge. Anschließend hatte er je eine kleine Rolle in Elephant Princess und The Strange Calls inne. 
Seinen Durchbruch in Australien schaffte Glockner in der Seifenoper Nachbarn. Dort war er vom Februar 2013 bis Februar 2014 als Mason Turner zu sehen. Jedoch kehrte er für die Webserie Neighbours vs Zombies nochmal in diese Rolle zurück. Nach seinem Ausstieg aus der Soap drehte er den No Two Snowflakes.
Glockner spielte von 2015 bis 2016 in einer Nebenrolle den Chris in der Jugendserie Mako – Einfach Meerjungfrau. Er war bereits ab Ende der zweiten Staffel im Jahr 2015 in der Rolle des Chris zu sehen.

## Filmografie (Auswahl)
- 2010: The Verge (Fernsehserie, Episode 1x06)
- 2011: Elephant Princess (The Elephant Princess, Fernsehserie, 2 Episoden)
- 2012: The Strange Calls (Fernsehserie, Episode 1x04)
- 2012: Conspiracy 365 (Fernsehserie, 12 Episoden)
- 2013–2014: Nachbarn (Neighbours, Seifenoper)
- 2014: Neighbours vs Zombies (Webserie, 3 Episoden)
- 2015–2016: Mako – Einfach Meerjungfrau (Mako: Island of Secrets, Fernsehserie, 8 Episoden)